# 奥様なんでも大学
奥様なんでも大学（おくさまなんでもだいがく）は、KRY山口放送ラジオで日曜10:30 - 11:00に放送されている演歌・歌謡曲系音楽番組（元情報、バラエティ番組）である。音楽を含めてモノラルで録音されており、モノステレオ放送となっている。

## 概要
この番組の前身は、1968年10月に開始した『10時です、山相ホームサロンです』（※山相＝山口相互銀行：現西京銀行）で、開始当初の放送時間は月曜～土曜の10:00～10:30。後に『山相アワー 奥様なんでも大学』に改題。
1989年（平成元年）4月、地場のスーパーマーケットチェーンである丸久（現リテールパートナーズ）がスポンサーとなり『丸久アワー 奥様なんでも大学』に改題。その後スポンサーの交代と撤退により、現在の番組名となった。2016年4月時点ではノンスポンサーでの放送となっている（CMは放送されていない）。この関係で日曜日の昼枠にスポーツ中継等の長時間特別番組がある場合に限っての放送休止が非常に多く、同じ曜日における他の自社制作番組はスポンサーがある関係上、代替の放送時間が用意されている。2、3週連続の休止はざらである。
一時期は、平日10分間の番組とし、土曜日に30分間『奥様なんでも大学 サタデースペシャル』を放送した時期がある。
番組内で紹介される楽曲は演歌・歌謡曲が中心で、KRYラジオにおける演歌・歌謡曲を主題とした音楽番組としての性格も兼ねる。月間紹介楽曲・推薦曲・時折実施される歌手特集などがその好例。本来はバラエティ番組のため、それ以外の楽曲は、リスナーからのリクエストのみに限られる。演歌歌手が新曲シングルのプロモーション目的やコンサート実施時など、山口県に訪問した時に限り、歌手特集枠を利用する形で当番組に時折ゲスト出演することもある。原則としてスタジオでの対面出演だが、新型コロナウイルス感染症時などを理由に、Zoomや電話での出演とすることもある。不定期に山口出身を主とした演歌歌手の出演パートをコーナーとして設けることがある。
2021年10月から30分番組となり、最後まで演歌・歌謡曲が掛かったパートであるリスナーからのメッセージ紹介を削減された結果、完全にバラエティ番組から演歌・歌謡曲系音楽番組へと転向され、KRYラジオ初の自主製作演歌・歌謡曲系音楽番組としての第一歩を歩むようになった。
オープニング及びエンディング曲は、Franck Pourcel作曲の「Une Larme Aux Nuages（ひとつぶの涙）」（TBSラジオ制作『はがきでこんにちは』→『おたよりください!』のテーマソングでもある）。

## 放送時間
現在（2021年4月～）
日曜 10:30 - 11:00
過去
日曜 10:00 - 11:00
月曜〜金曜 10:00 - 10:30
2008年10月 - 2010年3月 土曜 13:00 - 14:00（『奥様なんでも大学 サタデースペシャル』として）

## パーソナリティ
- 小林みずえ
- 松前ひろ子 - 番組の一コーナー『～ひろ子の部屋愛につつまれて～』内にて出演[2]